# Mișu Fotino (1886–1970)
Mișu Fotino, pe numele real Mihail Fotino sau Mihai Fotino, (n. 25 iulie 1886, București, România – d. 5 ianuarie 1970, Brașov, România) a fost un actor român de teatru și film, care a făcut parte din trupele Teatrului Național din Craiova (1910–1916 și 1918–1924), Teatrului Comunal din Brăila (1924–1926), Teatrului Mic din București (1926–1929), Teatrului Național din Cernăuți (1929–1932) și Teatrului de Stat din Brașov (1948–1970) și a desfășurat o activitate intensă de animator de teatru în perioada interbelică, organizând numeroase turnee prin țară și contribuind la înființarea unor trupe stabile la Brașov, Sibiu și Brăila. A fost distins cu titlurile de Artist Emerit și Artist al Poporului. A avut un singur fiu, actorul Mișu Fotino (1930–2014).

## Biografie

### Studii
S-a născut la 25 iulie 1886 la București, ca fiu al ofițerului Matei Fotino și al soției sale, Profira. Părinții săi erau originari din Oltenia: tatăl său provenea dintr-o familie veche, iar mama sa era o descendentă a familiei Crețulescu. Strămoșii familiei Fotino erau greci din insula Creta, care s-au stabilit în Țara Românească pe la începutul secolului al XIX-lea; unul dintre ascendenții actorului a fost cărturarul Dionisie Fotino (1777–1821), care a scris Istoria generală a Daciei (1818). Părinții lui Mișu au dorit ca fiul lor să urmeze cariera militară și să devină ofițer.
Mișu Fotino a urmat studiile primare și secundare în orașul natal, dar nu s-a înscris la Școala de Ofițeri, deoarece era interesat să urmeze o carieră artistică. A debutat ca actor la vârsta de 16 ani în trupa particulară „Eliza Popescu-Tomulescu și Cuzinsky” din Târgoviște, interpretând rolul unui bătrân de 60 de ani în piesa Telefonul de Georges Feydeau. Alegerea lui Mișu i-a nemulțumit pe părinții lui, care l-au alungat de acasă, deoarece considerau că profesia de actor era dezonorantă. Tânărul Fotino a urmat, începând din 1903, cursurile Conservatorului de Muzică și Artă Dramatică din București la clasa maestrului Constantin I. Nottara. A fost coleg de studii în anii 1903–1906 cu viitori actori mari ai teatrului românesc precum Maria Filotti, Ion Manolescu, G. Ciprian, Cazimir Belcot și Constantin Tănase (care era atunci plutonier).
A trăit o vreme în sărăcie, iar în stagiunea 1904–1905, la vârsta de 18 ani, a jucat în spectacolul Sânziana și Pepelea după Vasile Alecsandri, reprezentat pe scena Teatrului Național din București. A fost cooptat apoi ca actor în trupa de comedie formată în anul 1907 de Constantin Nottara și Nicolae Niculescu-Buzău, care juca pe scena Grădinii „Ambasadori” (devenită apoi „Cărăbuș”); printre membri trupei se numărau Cazimir Belcot, Lucreția Brezeanu, Alexandru Catopol, Ion Cigallia, Olga Culitza, Alexandru Demetrescu–Dan, Peppy Moor, Pandele Nicolau, Constantin Botez-Penel și G. Timică.

### Actor la Craiova

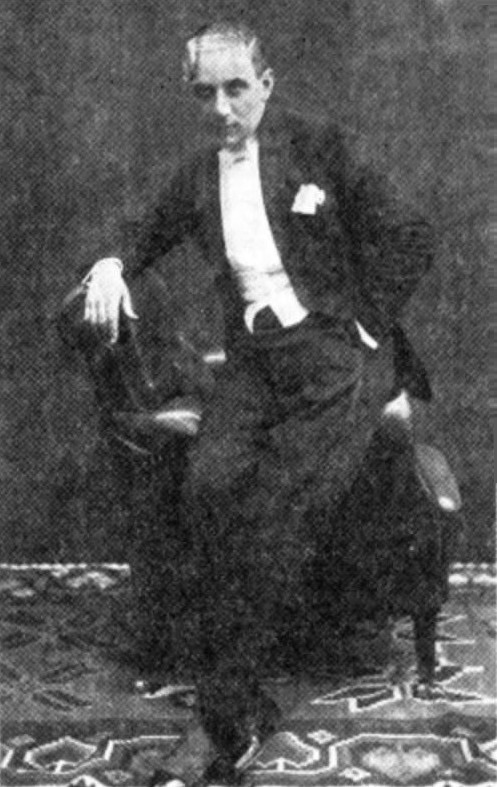
Mișu Fotino în spectacolul Clopoțelul de alarmă de Maurice Hennequin și Romain Coolus, unul din vechile sale succese.

În iulie 1910, după absolvirea studiilor, a fost angajat ca actor stagiar la Teatrul Național din Craiova, debutând pe scenă cu rolul Le Camus din Zaza de Pierre Berton și Charles Simon. A făcut parte din trupa Teatrului Național din Craiova în perioadele 1910–1916 și 1918–1924, interpretând peste 50 de roluri în piese precum Brândușa de Eugène Brieux, O scrisoare pierdută de I.L. Caragiale, Ariciul și sobolul de Victor Eftimiu, Doctor fără voie de Molière, Sânziana și Pepelea de Vasile Alecsandri, Fracul de Gábor Drégely, Prostul de Ludwig Fulda, O noapte furtunoasă de I.L. Caragiale, Punctul negru de Gustav Kadelburg, Trandafirii roșii de Zaharia Bârsan (Zefir), Procesul Voradieux de Alfred Delacour și Alfred Hennequin (Tardivant), Cinel-cinel de Vasile Alecsandri ș.a.
A fost invitat, în această perioadă, de Alexandru Davila (directorul Teatrului Național din București în perioada 1912–1914) să interpreteze unele roluri pe scena teatrului principal al României: a jucat astfel, alături de Ion Morțun, Nicolae Niculescu-Buzău și Florica Alexandrescu, în Familia Pont-Biquet de Alexandre Bisson și, alături de Marioara Voiculescu și Gheorghe Storin, în Văpaia de Henry Kistemaeckers. A fost mobilizat în Armata Română în timpul celui de-al Doilea Război Balcanic (1913) și al Primului Război Mondial (1916–1918), activând în perioada ultimului război ca ofițer rezervist la Școala Militară de Infanterie din Botoșani. În acest timp, a continuat să realizeze activități artistice și a participat, alături de George Enescu, la reprezentația de gală în folosul invalizilor de război, organizată în 21 mai 1917 la Botoșani, apoi a jucat rolul principal în piesa Prostul de Ludwig Fulda (care a avut premiera la Iași în 25 mai 1917). A fost decorat de mai multe ori, inclusiv cu Ordinul „Coroana României” în grad de ofițer și cu Ordinul „Meritul Sanitar” cl. I cu lauri de război.
Fotino a avut mai multe conflicte cu directorii care s-au perindat la conducerea Teatrului Național din Craiova ca urmare a faptului că, potrivit propriei mărturisiri, „încă de pe atunci vedea mișcarea teatrală print'o prismă mai largă de concepții”. Unul dintre ei, Al. G. Olteanu (1914–1916 și 1918–1920), s-a plâns liderului politic liberal Ion Gh. Duca, care îndeplinea în acea vreme funcția de ministru al cultelor și instrucțiunii publice (1914–1918), dar acesta din urmă l-a considerat pe actorul reclamat „un tânăr element de valoare” și, în loc să-l sancționeze, l-a numit societar cl. a II-a și după scurt timp societar cl. I și membru al comitetului de lectură. Conflictul cu conducerea teatrului a ajuns la apogeu în timpul directorului Ștefan Gh. Boțoiu, care a cerut în anul 1922 pensionarea actorului pe motiv „de incapacitate și scădere vădită de talent”. Scandalul care a urmat l-a determinat pe ministrul Constantin Banu să-l destituie pe Boțoiu din funcția de director, iar Fotino a fost sărbătorit de colegii săi în cadrul unui spectacol festiv cu Punctul negru de Gustav Kadelburg.
A părăsit Craiova în anul 1924 și s-a stabilit la București, dar, cu toate acestea, a mai jucat ca actor invitat în câteva spectacole reprezentate pe scena craioveană în timpul directoratului lui Dumitru Tomescu (1928) și tot acolo a pus în scenă în 1945 spectacole cu piesele Punctul negru de Gustav Kadelburg și Papa Lebonnard de Jean Aicard, în care a interpretat unele roluri.

### Animator de teatru
A desfășurat o activitate intensă de animator de teatru în perioada interbelică, organizând numeroase turnee prin țară cu trupa Tantzi Cutava–Mișu Fotino și contribuind la înființarea unor trupe stabile la Brașov, Sibiu (Teatrul Orășenesc) și Brăila (Teatrul Comunal).

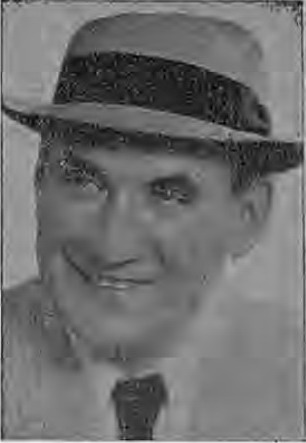
Mișu Fotino în perioada interbelică.

Mișu Fotino a fondat o trupă proprie cu care a venit în noiembrie 1920 la Brașov, susținând peste 50 de spectacole în perioada ianuarie–martie 1921 (în medie, cam trei spectacole pe săptămână), sub titulatura „Teatrul Național Român”, în sala „Apollo”, care fusese preluată în prima zi de Crăciun din „mâinile firmei Rosener și Tischer” și redenumită „Teatrul orășenesc”. Cele aproape 20 de piese jucate de trupa lui Fotino erau îndeosebi comedii ușoare și farse, precum Fracul de Gábor Drégely, Heidelbergul de altădată (jucată sub titlul Vechiul Heidelberg) de Wilhelm Meyer-Förster, Punctul negru de Gustav Kadelburg (unde Fotino îl interpreta pe negrul Roby), O noapte furtunoasă de I.L. Caragiale, Lacheul, Ginerele d-lui prefect și Năzdrăvăniile divorțului de Paul Gusty, Ariciul și sobolul de Victor Eftimiu, Curcanii de Grigore Ventura, Prostul de Ludwig Fulda (care i-a prilejuit lui Fotino „cea mai frumoasă creație a sa”, potrivit cronicii publicate în Gazeta Transilvaniei din 11 ianuarie 1921), Mătușica din Montfleur și Brândușa de Eugène Brieux, Manevrele de toamnă de Paul Gusty, Recomandația de Max Maurais, Om în loc de Robert de Flers și Gaston de Caillavet, Finul coniței de Pierre Veber, Maurice Hennequin și Henry de Gorsse și Telefonul de Georges Feydeau, dar și drame ca Manasse de George Ranetti (în care Nicolae Niculescu-Buzău interpreta rolul Zelig Șor), Onoarea de Hermann Sudermann și Sherlock Holmes de William Gillette și Sir Arthur Conan Doyle. Trupa era formată din Fotino, Annie Capustin (viitoarea soție a lui Mișu Fotino), Sica Serghie, Ștefan Carabin, G. Florescu, Nicolae Niculescu-Buzău, Gr. Tăutu și Dumitrescu. Spectacolele erau susținute într-o sală neîncălzită, iar decorurile erau puține, dar, cu toate acestea, potrivit unei cronici publicate cu ocazia aniversării a 50 de reprezentații în Gazeta Transilvaniei din 6 martie 1921, trupa Fotino „a săvârșit [...] o operă reală culturală, pricinuindu‑ne atâtea momente de distracție și de înaltă plăcere artistică”. Stagiunea a fost întreruptă în martie 1921, deoarece trupa lui Mișu Fotino și-a continuat turneul în alte orașe ale Transilvaniei.
Trupa a ajuns apoi la Sibiu, unde Mișu Fotino a înființat Teatrul Orășenesc. Mișu Fotino a cutreierat România în anii următori, efectuând turnee cu trupa sa. În anul 1924 a susținut o stagiune teatrală de o lună la Brăila, iar primarul Radu Portocală i-a oferit o subvenție de 2.000.000 de lei pentru a înființa și conduce Teatrul Comunal din Brăila. A condus Teatrul Comunal din Brăila într-o perioadă marcată de un conflict politic local între Radu Portocală și Leonte Moldovan, care s-a repercutat indirect asupra activității artistice. În cele din urmă, Leonte Moldovan a ajuns primar și a început să exercite presiuni pentru a-l forța să plece pe Fotino, iar acesta din urmă a acceptat o despăgubire de 200.000 de lei și a demisionat.
Mișu Fotino, care contribuise în martie 1922, alături de Elvira Popescu, Ion Iancovescu și Alexandru Mihalescu, la înființarea Teatrului Mic din București, s-a întors în anul 1926 în capitala României și, ca urmare a plecării lui Mihalescu la Paris și a încetării contractului lui Iancovescu, a preluat singur conducerea teatrului. A format o companie dramatică la Teatrul Mic în tovărășie cu Tantzi Cutava-Barozzi (1926–1927) și apoi cu Romald Bulfinsky (1927–1928) și l-a angajat în anul 1927 ca regizor pe Sică Alexandrescu, care părăsise recent Teatrul Național din Cluj. Sică Alexandrescu a pus în scenă în ianuarie 1927 comedia Manevrele de toamnă de Paul Gusty, dar a plecat ulterior la Teatrul Popular. În perioada petrecută la Teatrul Mic, Mișu Fotino a jucat ca actor în piesele Prostul de Ludwig Fulda, S-a găsit o femeie goală de André Birabeau și Quinsan, Conița are doi conași de Félix Gandéra, Grădina lui Dumnezeu de Lucia Demetrius, Antonia de Melchior Lengyel, D-ra doctor de László Fodor și Fracul de Gábor Drégely. Cunoscutul actor și animator de teatru a fost sărbătorit public, cu ocazia celei de-a 200-a reprezentații a comediei Fracul, în prezența generalului Alexandru Averescu (președintele Consiliului de Miniștri) și a poetului Octavian Goga (ministrul artelor). Actrița Elvira Godeanu a debutat ca actriță în septembrie 1926 în rolul Emma din piesa Fracul și a jucat pe scena Teatrului Mic până în martie 1927, când a plecat în urma unui conflict verbal cu Mișu Fotino. În ciuda succesului obținut la public, cheltuielile Teatrului Mic erau însă destul de mari (doar închirierea sălii din Piața Palatului a costat 1.800.000 de lei în stagiunea 1927–1928), așa că trupa teatrală a efectuat mai multe turnee prin țară cu spectacole vesele (comedii, farse și vodeviluri) prin care a urmărit să-și îmbunătățească situația financiară.

### Director la Cernăuți
În anul 1929, ca urmare a calităților sale artistice, regizorale și manageriale, a fost solicitat să facă parte din trupa Teatrului Național din Cernăuți și, prin decizia nr. 44.523 din 1929 a ministrului cultelor și artelor, Aurel Vlad, a fost confirmat în postul de director de scenă la Teatrul Național din Cernăuți, asimilat cu gradul de societar clasa I. A găsit teatrul într-o situație grea: părăsit de spectatori și cu pierderi financiare și, preluând conducerea artistică a teatrului în anul 1930, în urma neconfirmării profesorului Eugen Bădărău în funcția de director, a completat trupa cu actori tineri (printre care Grigore Vasiliu Birlic, care a devenit societar) și a schimbat repertoriul (introducând, spre exemplu, piesa Plicul a lui Liviu Rebreanu), astfel încât a obținut încă din prima stagiune un excedent de 300.000 de lei. În martie 1930 a avut loc o serbare în onoarea sa, care a marcat aniversarea a douăzeci de ani ca actor. În perioada petrecută la Cernăuți a introdus un repertoriu vast de piese românești și străine, a regizat unele spectacole și a interpretat mai multe roluri în piese ca Hagi-Tudose de Barbu Delavrancea, Suflete tari de Camil Petrescu, Ieremia Movilă de Nicolae Iorga, Redingota de Gábor Drégely și Păianjenul de A. de Herz. Trupa teatrului a efectuat sporadic turnee în orașele apropiate (spre exemplu, în seara zilei de 19 mai 1931 a jucat la Botoșani comedia Scampolo de Dario Nicomedi).
Succesul său a trezit poftele unor veleitari, iar Mișu Fotino și-a înaintat demisia; Alexandru Mavrodi (directorul general al teatrelor) i-a respins demisia și, mai mult chiar, l-a învestit cu puteri nelimitate în administrarea teatrului. Astfel, prin decizia nr. 25.494 din 30 aprilie 1931 a ministrului muncii, sănătății și ocrotirilor sociale, dr. Ioan Cantacuzino, actorul Mișu Fotino, care era atunci membru în consiliul de administrație al Regiei autonome a Teatrului Național din Cernăuți, a fost delegat începând din ziua de 1 mai 1931 pentru a îndeplini funcția de director al Teatrului Național, în locul profesorului Dragoș Protopopescu, a cărei delegație a încetat în aceeași zi, și, prin decretul regal nr. 1.629 din 13 mai 1931, a fost numit director al Regiei Autonome a Teatrului Național din Cernăuți. În cele din urmă, în anul 1932, sătul de intrigile rivalilor săi, Fotino și-a înaintat definitiv demisia, care, după o amânare de două luni, i-a fost acceptată.

### Colaborarea cu Sică Alexandrescu

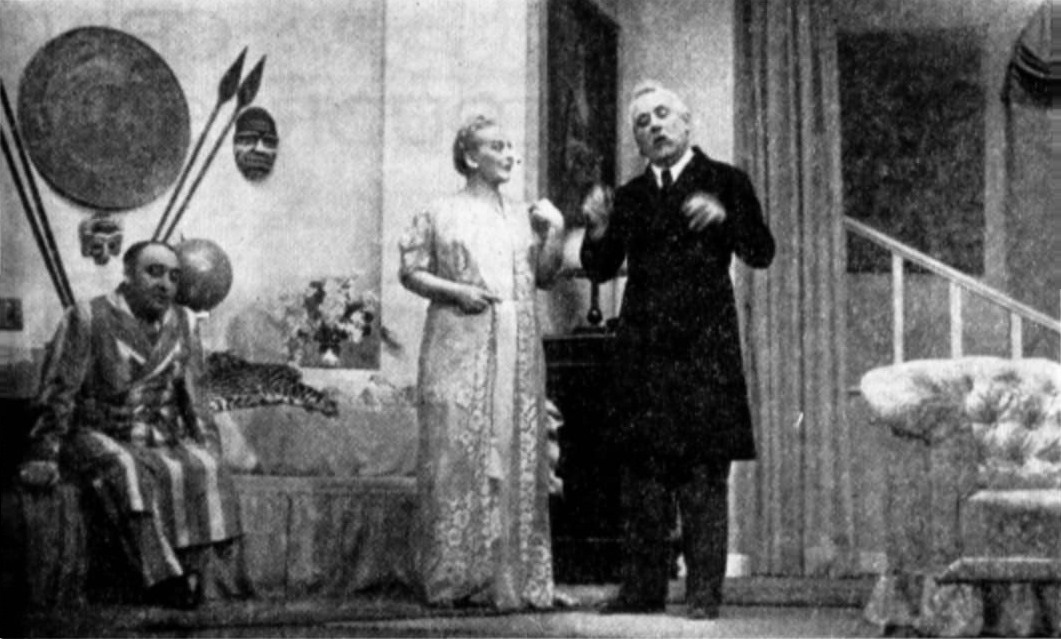
Mișu Fotino, Silvia Fulda și Ion Talianu în spectacolul Coloniale de André Birabeau, regizat de Sică Alexandrescu, pentru deschiderea Teatrului Liber, 1937.

După ce a demisionat de la conducerea Teatrului Național din Cernăuți, Fotino s-a întors la București, unde a jucat în spectacolele Teatrului Național, dar și al unor companii particulare. A contribuit, împreună cu Sică Alexandrescu, Tantzi Cutava Barozzi și Romald Bulfinsky, la organizarea unor trupe bucureștene renumite în epocă precum „Teatrul Tivoli”, „Teatrul Comedia” și „Teatrul Excelsior”. S-a angajat la Teatrul Vesel, care a format, împreună cu teatrele Comedia, Liber și Regina Maria, concernul SCITA, condus de Sică Alexandrescu. Compania SCITA a fost reorganizată apoi în Societatea Anonimă „Teatrul”, care a fost condusă de Al. Valjan (președinte al Consiliului de Administrație), Sică Alexandrescu (director) și Mișu Fotino (cenzor). Actorul a participat, de asemenea, în perioada interbelică la unele turnee prin țară ale companiilor patronate de Sică Alexandrescu, jucând alături de artiști cunoscuți ai vremii precum Lulu Aurelian, Annie Capustin, Tantzi Cutava-Barozzi, Fory Etterle, Nora Piacentini, Maria Wauvrina și Geo Maican în comediile Micul Veber și Birlic de Franz Arnold și Ernst Bach, precum și în Călugărul din vechiul schit după Julius Horst și Wolfgang Pollaczek.
Un eveniment semnificativ în cariera actorului Mișu Fotino a fost participarea, alături de Leny Caler, George Vraca, Velimir Maximilian, Agnia Bogoslava și Sandina Stan, la spectacolul de premieră al piesei Jocul de-a vacanța (1936) de Mihail Sebastian, regizat de Sică Alexandrescu, la 17 septembrie 1938, în deschiderea stagiunii de iarnă a Teatrului „Comedia”. Spectacolul a avut un mare succes, în ciuda nemulțumirii dramaturgului că actorii (inclusiv Fotino) au părut cabotini în cursul repetițiilor. Ulterior, în mai 1939, Mișu Fotino a intervenit, alături de un colonel Manolescu (rugat de regizorul Soare Z. Soare) și de prințul Anton Bibescu, la colonelul Socrat Mardari, comandantul Regimentului 21 Infanterie, pentru stabilirea unui regim militar flexibil în favoarea lui Mihail Sebastian, care fusese concentrat în Armata Română și cantonat la Mogoșoaia.

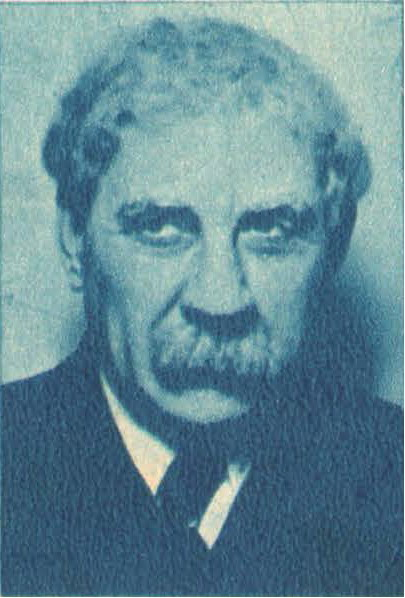
Mișu Fotino în melodrama Papa Lebonnard de Jean Aicard.

Mișu Fotino a continuat să facă parte la începutul anilor 1940 din trupa Teatrului „Comedia”, unde a jucat printre altele în stagiunea 1941–1942 în melodrama Papa Lebonnard de Jean Aicard (adaptată de Mircea Ștefănescu), realizând acolo „o frumoasă izbândă personală”. În cursul aceleiași stagiuni a părăsit Teatrul „Comedia” și a înființat o trupă proprie („Compania de comedii a d-lui Mișu Fotino”), care era formată din artiștii Mișu Fotino, Sylvia Fulda, Constantin Toneanu, Maria Magda, Ion Aurel Manolescu, Viorica Vrioni, Cristian Duțulescu, Ștefan Decu, Nora Vasilescu, H. Nicolaide și Emil Juan și a jucat în restul stagiunii pe scena Teatrului Alhambra (de pe str. Sf. Dumitru nr. 2) în perioada cât trupa lui Nicolae Vlădoianu se afla în turneu. Compania Mișu Fotino (director artistic: Mișu Fotino, administrator: G. Valsamache) a deschis stagiunea cu reluarea melodramei Papa Lebonnard de Jean Aicard și a jucat apoi comedia Clopoțelul de alarmă de Maurice Hennequin și Romain Coolus, în care au avut mare succes atât directorul trupei, cât și colegii săi de scenă (Silvia Fulda, H. Nicolaide și Ion Aurel Manolescu). Sporadic, Mișu Fotino s-a alăturat trupei Teatrului din Sărindar, condus de Maria Filotti, cu care a participat în cursul anului 1941 la câteva turnee de propagandă culturală prin toată țara, jucând alături de artiști cunoscuți precum Maria Filotti, Romald Bulfinsky, Gheorghe Timică, Nicolae Niculescu-Buzău, Grigore Vasiliu Birlic, Tantzi Cocea, Mihai Popescu, Mircea Șeptilici, Nora Piacentini și Silvia Dumitrescu în comediile Fritz și Frantz de Franz Arnold și Ernst Bach și Eva în vitrină de Gugliemo Giannini.
Familia Fotino s-a refugiat, alături de rude și prieteni apropiați, la o vilă din Periș în timpul Bombardării Bucureștilor (aprilie – august 1944). A doua zi după Bombardamentul din 4 aprilie au sosit acolo, cerând găzduire, Grigore Vasiliu Birlic și soția sa. Marele comic Birlic a locuit timp de câteva luni în aceeași cameră cu Mișulică Fotino (fiul actorului), până la eliberarea Bucureștilor. În anii de după război, Mișu Fotino a jucat alături de Clody Bertola, Willy Ronea și Ninetta Gusty în spectacolul de comedie Oameni de afaceri, reprezentat în anul 1946 cu un succes atât de mare încât a întrecut „și cele mai optimiste așteptări ale conducătorilor Teatrului Mic”, și a apărut alături de Maria Filotti și Radu Beligan în filmul Visul unei nopți de iarnă (1946), regizat de Jean Georgescu după piesa lui Tudor Mușatescu.

### Actor la Brașov

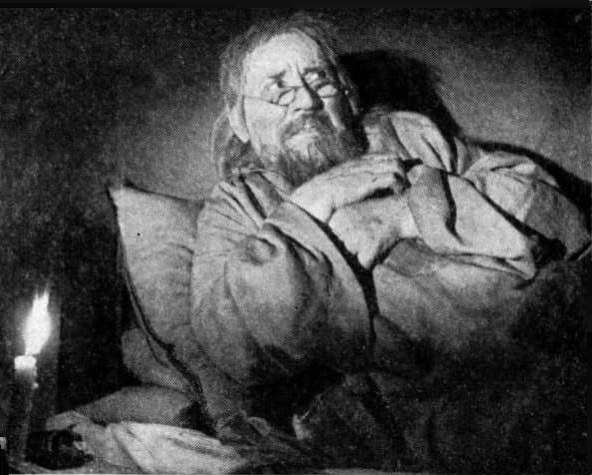
Mișu Fotino în rolul Hagi-Tudose din piesa omonimă a lui Barbu Delavrancea, 1956.

S-a reîntors în anul 1948 la Brașov, orașul unde încercase în perioada interbelică să închege primul teatru stabil, și a devenit unul din actorii principali ai Teatrului de Stat nou înființat, contribuind în această calitate la formarea trupei și alcătuirea repertoriului. A interpretat numeroase roluri pe scena teatrului brașovean printre care bătrânul muzicant Miller din Intrigă și amor de Friedrich Schiller (1949), Jupân Dumitrache din O noapte furtunoasă de I.L. Caragiale (1950), Zaharia Trahanache (1951) și Cetățeanul turmentat (1960) din O scrisoare pierdută de Ion Luca Caragiale, Spirache Necșulescu din Titanic Vals de Tudor Mușatescu (1953), Alexandru Andronic din Ultima oră de Mihail Sebastian (1954), bătrânul Ivan din O familie renumită de Boris Romașov (1955), rolul titular din piesa Hagi-Tudose de Barbu Delavrancea (1956), profesorul de geografie din Nota zero la purtare de Virgil Stoenescu și Octavian Sava (1956), unchiul Bazil din De luni până luni de Nicușor Constantinescu și George Voinescu (1957), regele Chinei din Ciu-Yuan de Go Mo‑Jo (1958), Moș Ion Roată din Cuza Vodă de Mihail Davidoglu (1959), preotul din Vizita bătrânei doamne de Friedrich Dürrenmatt (1963), Calamarin din Opinia publică de Aurel Baranga (1967) și Nae Filimon din Gloria de Nicușor Constantinescu (1969), fiind lăudat în cronicile teatrale publicate în presa epocii.
Actorul a fost atât de îndrăgit de dramaturgii contemporani, încât Nicușor Constantinescu și Aurel Baranga au creat ad-hoc roluri pentru el, cu ocazia unor reprezentații ale pieselor lor pe scena teatrului din Brașov. În plus, Mișu Fotino a regizat și trei spectacole teatrale: Momente și schițe de I.L. Caragiale (1952), Titanic Vals de Tudor Mușatescu (1953) și De luni până luni de Nicușor Constantinescu și George Voinescu (1957).

### Moartea
În cursul carierei sale îndelungate, a interpretat peste 300 de roluri din dramaturgia românească și internațională. Sunt de menționat rolurile Zefir din Trandafirii roșii de Zaharia Bârsan, Prințul din Heidelbergul de altădată de Wilhelm Meyer-Förster, Klesci din Azilul de noapte de Maxim Gorki, Mitică Popescu din piesa omonimă a lui Camil Petrescu, Prostul din piesa omonimă a lui Ludwig Fulda, Spirache Necșulescu din Titanic Vals de Tudor Mușatescu, Zaharia Trahanache și Cetățeanul turmentat din O scrisoare pierdută de I.L. Caragiale, Jupân Dumitrache din O noapte furtunoasă de I.L. Caragiale, Hagi-Tudose din piesa omonimă a lui Barbu Delavrancea, precum și rolurile din Fracul de Gábor Drégely, Papa Lebonnard de Jean Aicard, Clopoțelul de alarmă de Maurice Hennequin și Romain Coolus și Punctul negru de Gustav Kadelburg.
Mișu Fotino a fost distins cu titlul de Artist Emerit (1954) și apoi cu titlul de Artist al Poporului (1966). A decedat la 5 ianuarie 1970 la Brașov și a fost înmormântat două zile mai târziu în Cimitirul Bellu din București. Pe mormântul său a fost amplasat un bust realizat de sculptorița Milița Petrașcu.
Fiul său, Mișu Fotino, care a jucat adesea pe scenă alături de el, îl considera „un actor de o mare bunătate, de o mare căldură, care știa să aducă în scenă o naturalețe, o bonomie ce nu se mai întâlnesc astăzi [...] un actor poate de tipul lui Raimu”. Celebrul regizor Sică Alexandrescu, care a colaborat adesea cu Mișu Fotino, îi făcea următorul portret într-un articol omagial scris după moartea actorului: „Și-l revăd mai ales la lucru, la acele repetiții în care se încheagă — când se încheagă — marea înțelegere dintre actor și regizor. Îi revăd spontaneitatea cu care descifra sensurile comice sau dramatice ale unui rol, precizia cu care le reda, fantezia și umorul personal cu care le sublinia sau le îmbogățea. Și, în fine, atenția cu care asculta orice observație, și disciplina cu care — chiar la optzecișitrei de ani — se încadra în viziunea regizorală a unui spectacol, cot la cot cu echipa tânără care întotdeauna îl înconjura cu drag.”.

## Viața personală

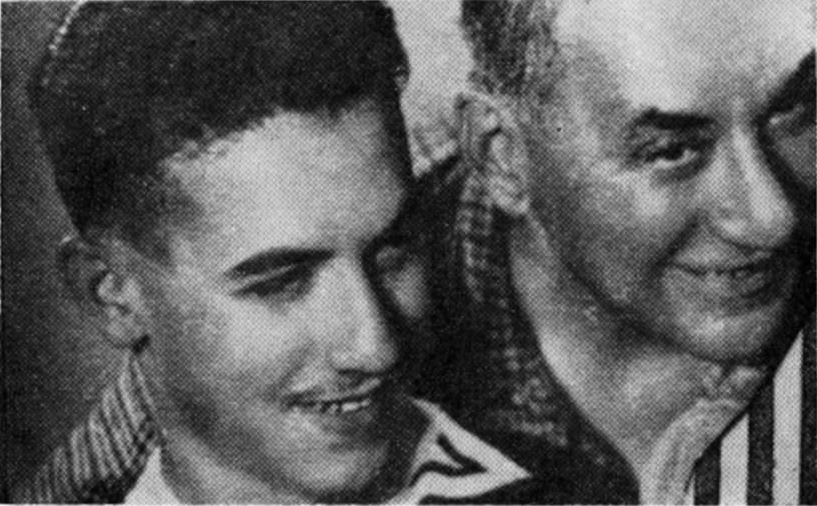
Mișu Fotino (fiul și tatăl).

Mișu Fotino a fost căsătorit de mai multe ori, inclusiv cu actrița Annie Capustin și cu dr. Eugenia Copcea (până în 1947). A avut un singur fiu: viitorul actor Mișu Fotino (1930–2014), născut dintr-o relație ilegitimă cu Vera Boca, o elevă în ultimul an de liceu, originară din Cernăuți, care era fiica epitropului unei biserici. Cei doi iubiți s-au despărțit curând, din cauza diferenței de vârstă. Mama micului Mișu a rămas în orașul ei natal și a emigrat apoi în Germania.
Actorul și-a crescut singur propriul copil, pe care l-a trecut în certificatul de naștere cu numele „Mișulică M. Fotino” și căruia i-a schimbat în 1937 numele în cel de „Mihai Fotino”. Fiul său, Mișulică, care îl alinta „pap”, îl considera un tată blând și iubitor, care l-a răsfățat și i-a oferit o copilărie fericită. Micul Mișu a debutat pe scenă în anul 1937, la vârsta de 7 ani, în comedia bulevardieră Coloniale (Pamplemousse) de André Birabeau, regizat de Sică Alexandrescu, pentru deschiderea Teatrului Liber, situat în subsolul actualului Teatru de Comedie, jucând alături de tatăl său, Velimir Maximilian, Maria Filotti, Silvia Fulda, Ion Talianu, Nora Piacentini, Sylvia Chicoș ș.a. Tatăl său l-a îndemnat să dea examen la Institutul de Teatru din București în 1948 și apoi, în anul următor, după ce fiul său a abandonat studiile de actorie cu Gheorghe Storin, a convins conducerea Teatrului de Stat din Brașov să-l angajeze ca muncitor zilier și figurant; tânărul Fotino a devenit actor la 1 ianuarie 1950 și a jucat alături de tatăl său până în 1956, când a fost angajat prin concurs la Teatrul Național din București.

## In memoriam
Titulatura Teatrului Dramatic din Brașov a fost schimbată la 7 iunie 1994, odată cu lansarea celei de‑a IX‑a ediții a Festivalului Internațional de Teatru Contemporan, în cea de Teatrul „Sică Alexandrescu”, în urma demersurilor inițiate de văduva celebrului regizor, doamna Aurica Alexandrescu, la cele mai înalte instituții ale statului (Președinție, Guvern, Prefectură) și cu acordul conducerii teatrului. Schimbarea titulaturii teatrului a provocat nemulțumirea văduvei artistului Mișu Fotino, căreia i s‑a răspuns că această acțiune s-a realizat prin votul actorilor. Doamna Fotino a remarcat cu amărăciune că actorii tineri nu știau că Mișu Fotino a înființat în 1921 primul teatru românesc din Brașov și nici că a fost unul dintre cei mai iubiți artiști ai teatrului în cei peste 20 de ani cât a jucat acolo.
În compensație, numele lui Mișu Fotino a fost atribuit în același an, cu acordul primăriei, străzii pe care a locuit artistul. În plus, juriul Festivalului Internațional de Teatru Contemporan (organizat, cu întreruperi, la Brașov) a instituit Premiul de interpretare masculină „Mișu Fotino”, care a fost acordat unor actori precum Horațiu Mălăele (1994) și Mircea Andreescu (1995).

## Filmografie
- Visul unei nopți de iarnă (1946)
- ...Și Ilie face sport (1954) – actorul Iliescu
- Directorul nostru (1955) – contabilul șef
- Telegrame (1960) – ministrul de interne

## Distincții
- Ordinul „Coroana României” în grad de ofițer[20]
- Ordinul „Meritul Sanitar” cl. I cu lauri de război[20]
- Ordinul Palmelor Academice (Franța)[20]
- Ofițer al Instrucțiunii Publice (Franța)[20]
- Ordinul „Meritul Cultural” pentru Artă, în gradul de Cavaler cl. a-II-a (23 februarie 1940)[75]
- Ordinul „Coroana României” în grad de Comandor (10 ianuarie 1942)[76]
- titlul de Artist Emerit al Republicii Populare Române[2][61] (28 ianuarie 1954) „cu ocazia împlinirii a cinci ani de activitate a Teatrului de Stat din Timișoara, Teatrului Maghiar de Stat din Cluj, Teatrului de Stat din Sibiu, Teatrului Secuesc de Stat din Tg. Mureș, Teatrului de Stat din Orașul Stalin, Teatrului Evreesc de Stat din București și pentru merite deosebite în activitatea artistică”[2]
- Ordinul Muncii clasa I (5 aprilie 1956) „cu prilejul împlinirii a 50 de ani de activitate și pentru merite deosebite în munca artistică”[77]
- titlul de Artist al Poporului din Republica Socialistă România[4][5][8][24] (25 iulie 1966) „pentru activitate îndelungată și merite deosebite în domeniul teatrului și artelor plastice”[78]

## Galerie

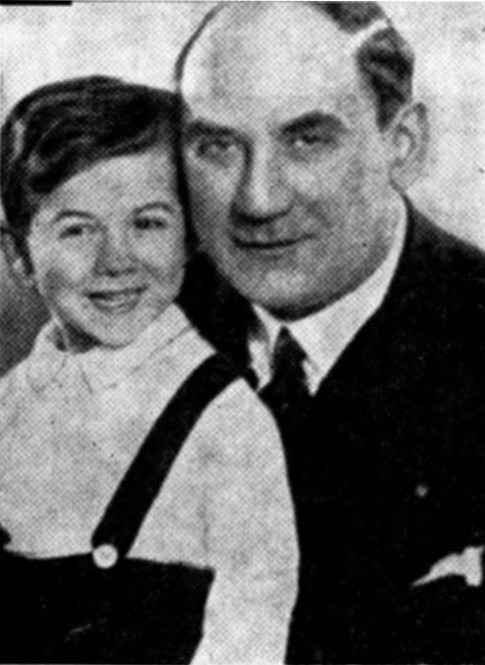
Mișu Fotino (fiul și tatăl), 1935.
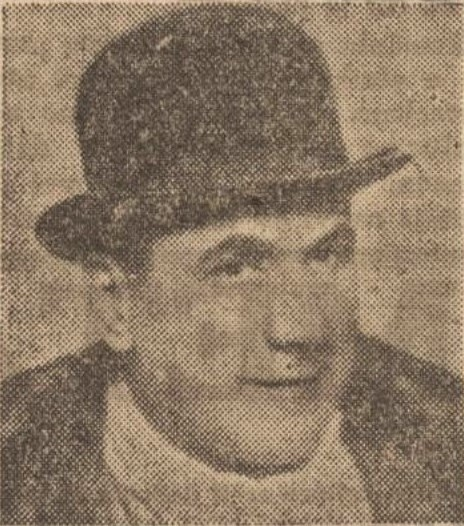
Mișu Fotino, 1946.
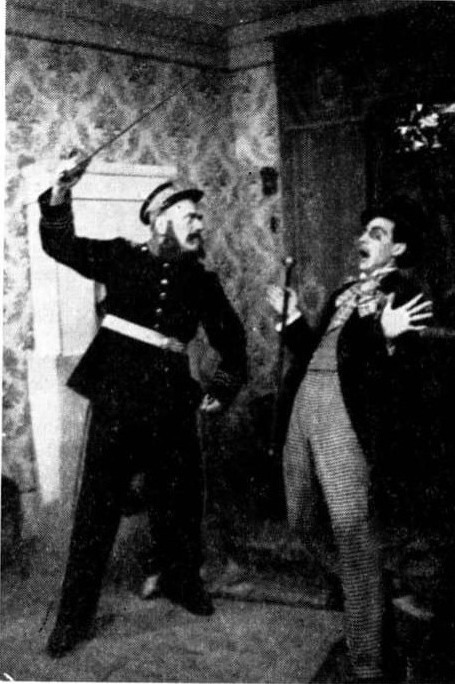
Mișu Fotino (tatăl și fiul) în rolurile Jupân Dumitrache și Rică Venturiano din spectacolul O noapte furtunoasă de I.L. Caragiale la Teatrul de Stat din Brașov, 1950
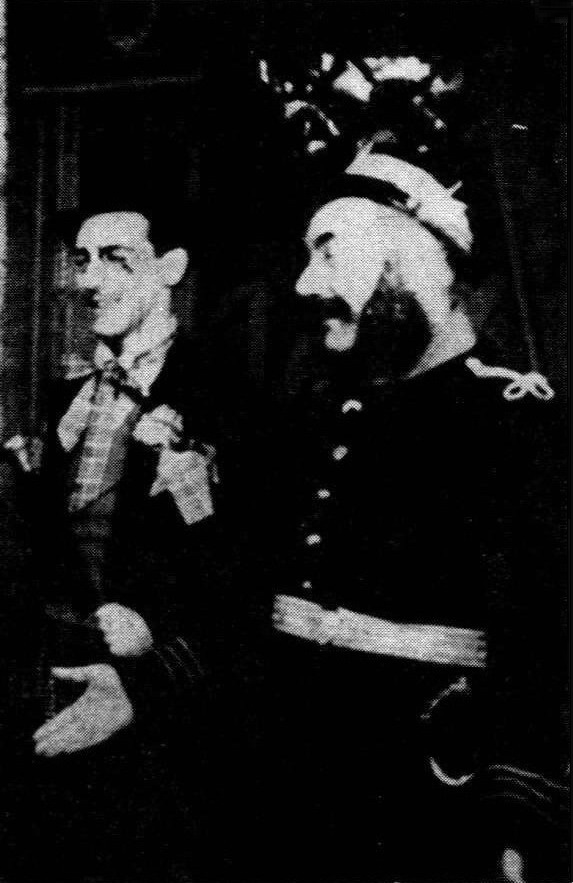
Mișu Fotino (fiul și tatăl) în rolurile Rică Venturiano și Jupân Dumitrache din spectacolul O noapte furtunoasă de I.L. Caragiale la Teatrul de Stat din Brașov, 1950